# Caso delativo
El caso delativo es el caso gramatical que indica movimiento desde una superficie, siendo por tanto un caso del tipo locativo/direccional.
Se da en algunas lenguas flexivas, como el húngaro, que además es una lengua aglutinante, y en ciertos pronombres del finés (que también lo es).
- Datos: Q1183901